# 公衆便所
公衆便所（こうしゅうべんじょ）または公衆トイレ（こうしゅうトイレ、英語: public toilet）とは、私設以外の便所（トイレ）である。公園などの公共施設や駅前等に男女別で設置されているのが一般的だが、 オールジェンダートイレが設置されていることもある。アメリカニューヨーク市では、公共の個室トイレをオールジェンダートイレにすることが2020年に義務化された。欧州では有料化がなされている。

## 歴史
公衆トイレの起源はローマ帝国とされており、紀元前315年には144か所に無料の公衆トイレが設置されていたとする資料もある。古代ローマでは下水道も整備されていたため、市街中心部では水洗式の公衆トイレが整備されていたが、郊外の公衆トイレは未整備なままであった。古代ローマの公衆トイレは当初無料であったが、財政立て直しのためにウェスパシアヌスの時代に有料化された（世界初の公衆トイレへの課税とされている）。ウェスパシアヌスの設置した公衆便所は用を足す利用者から料金を徴収するものではなく、当時は羊毛の油分を洗い流す目的で人間の尿が使われていたため、公衆便所で集めた尿を羊毛加工業者に対して有料販売することで課税した。ウェスパシアヌスは敵対者の嘲笑を買ったが、それに対する反論、Pecunia non olet（「金は臭わない」）は有名な文句である。イタリアでは公衆便所のことを「ウェスパシアーノ」と呼ぶのも、この故事に由来する。

## 欧米の公衆トイレ

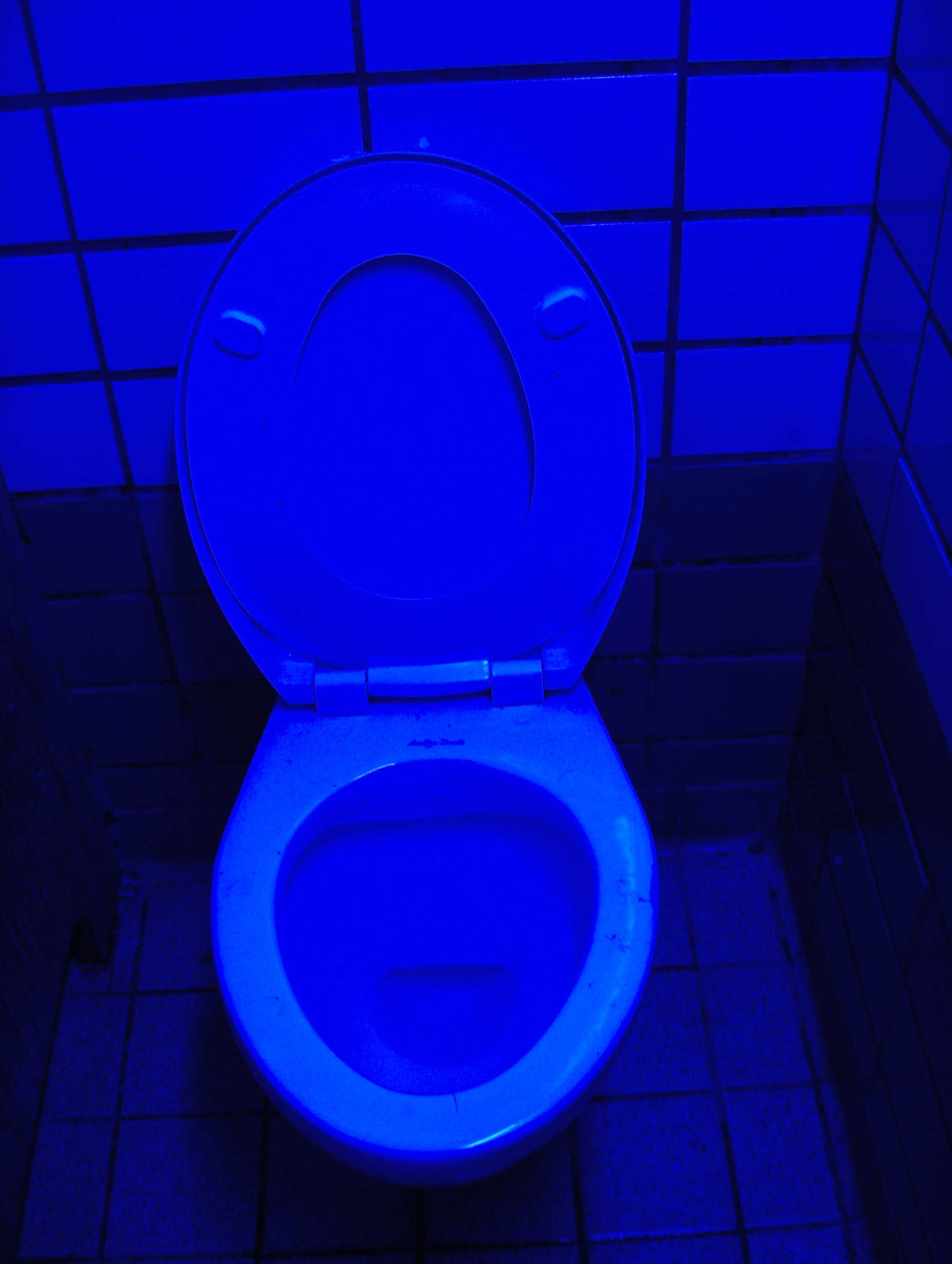
違法薬物対策の青色照明。青色照明下では、静脈が見づらくなるとされ採用されるが、中毒症状が出ている際には気にせず、より危険な状態で使用するため、抑止効果は見られない。また、トイレットペーパーの側面につけられた茶もしくは赤黒いシミは、薬物を使った針を拭いた後なので衛生的に良くない。

欧米の公衆トイレは基本的に有料制であり、入り口に設置された受皿、トイレ番、ドアのコイン投入口などでチップを支払う必要がある。

### アメリカ

#### 大学キャンパス
2014年の時点で、アメリカの150以上の大学キャンパスでユニセックストイレが導入されている。

#### ホワイトハウス
2015年、ホワイトハウスに隣接するアイゼンハワー行政府ビルに男女別トイレと共に「ジェンダーニュートラルバスルーム(トイレ)」が設置された。

#### ニューヨーク市
2016年にはニューヨーク市で「公共の個室トイレを(全て)オールジェンダートイレにする法案」に当時のビル・デブラシオ市長が署名し、2020年にはアンドリュー・クオモ知事が署名したことで、ニューヨーク州全体で法案が可決され、施行されている。

### イギリス
ロンドンには鉄道駅や公園などには基本的に無料の公衆トイレがあるほか、管理された有料の公衆トイレもある。主要地下鉄駅や鉄道ターミナル駅にある有料トイレには、コイン投入口により回転式のバーが開閉する入口ゲートが設けられている。駅にある有料トイレの利用料は20～50ペンスである。
地方自治体が管理する公衆トイレは、パブリック・トイレット（Public Toilet）またはパブリック・コンヴィニエンス（Public Convenience）と呼ばれている。
ロンドンにある地下公衆トイレは19世紀のヴィクトリア時代からのもので、設備は近代化されているが、地上部分の柵などは当時から残されている場所もある。地下公衆トイレの多くは有料である。
2000年頃から使用後に個室内を丸ごと自動洗浄するオートルー（autoloo）と呼ばれる全自動タイプの公衆トイレ（有料）が普及している。また、夜間に公道で用を足してしまう酔っ払い対策として導入されている男性専用公衆トイレ（無料）も設置されている。

### ドイツ
ドイツの公衆トイレは有料トイレが多く、有料トイレには駅や高速道路の休憩所に多い機械化された無人タイプと、デパートやレストランに多い係員のいる有人タイプがある。
レストランやカフェなどのトイレは無料だが、ファストフード店などの一部は暗証番号や鍵によって利用者以外が使用できないようにしている場合もある。
なお、公衆トイレは「Toilette （トアレッテ）」または「WC （ヴェーツェー）」と表示されており、女性用の場合は「Damen（ダーメン）」、男性用の場合は「Herren （ヘーレン）」と表示されていることもある。

### フランス
鉄道駅等のトイレは基本的に無料であるが、硬貨を投入するとドアが開く有料トイレや入口にチップの受皿が設置されている有料トイレもある。また、パリにはユニット式の無料トイレが各所に設置されている。

## 日本の公衆トイレ

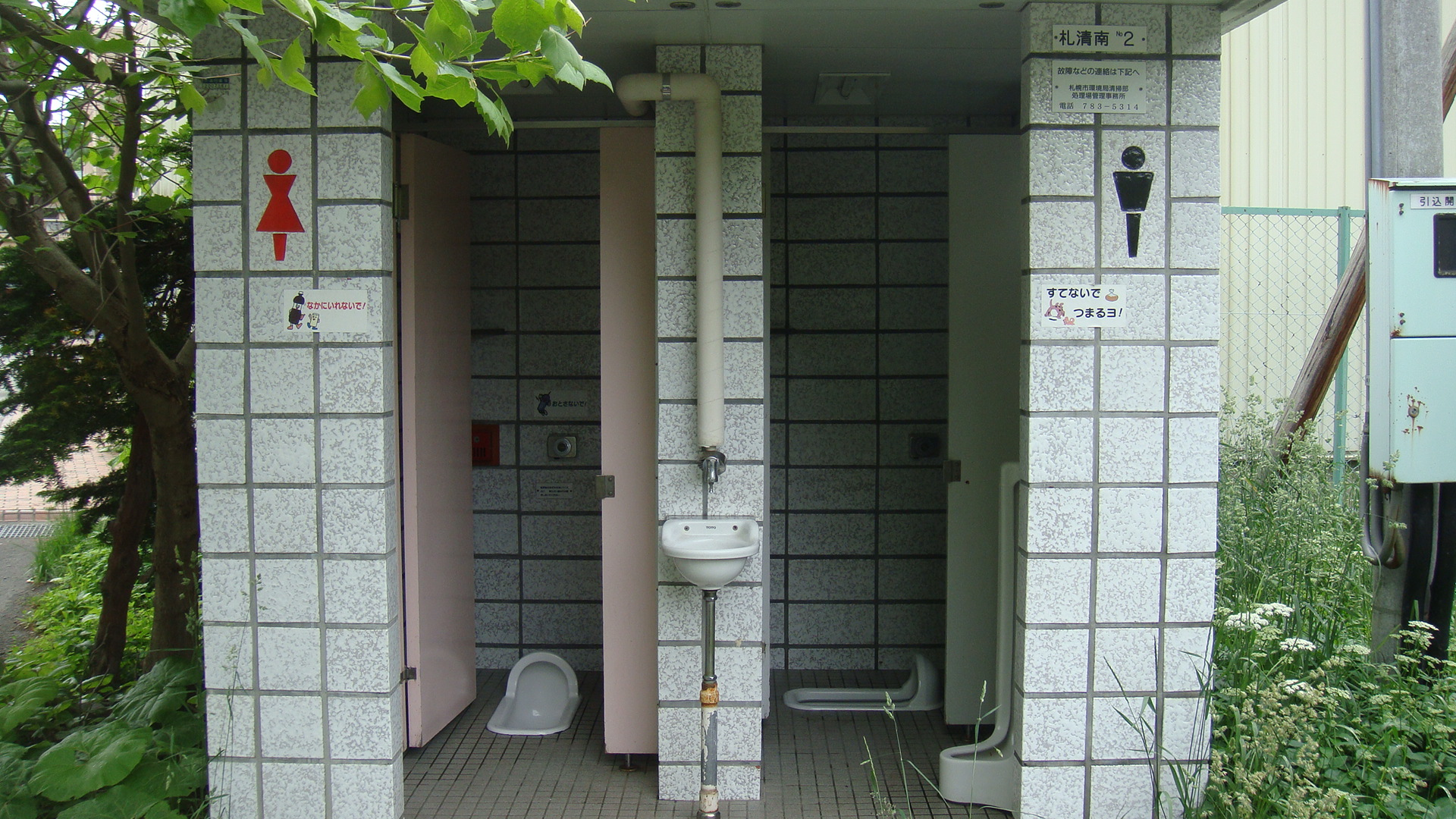
札幌市の公衆トイレ

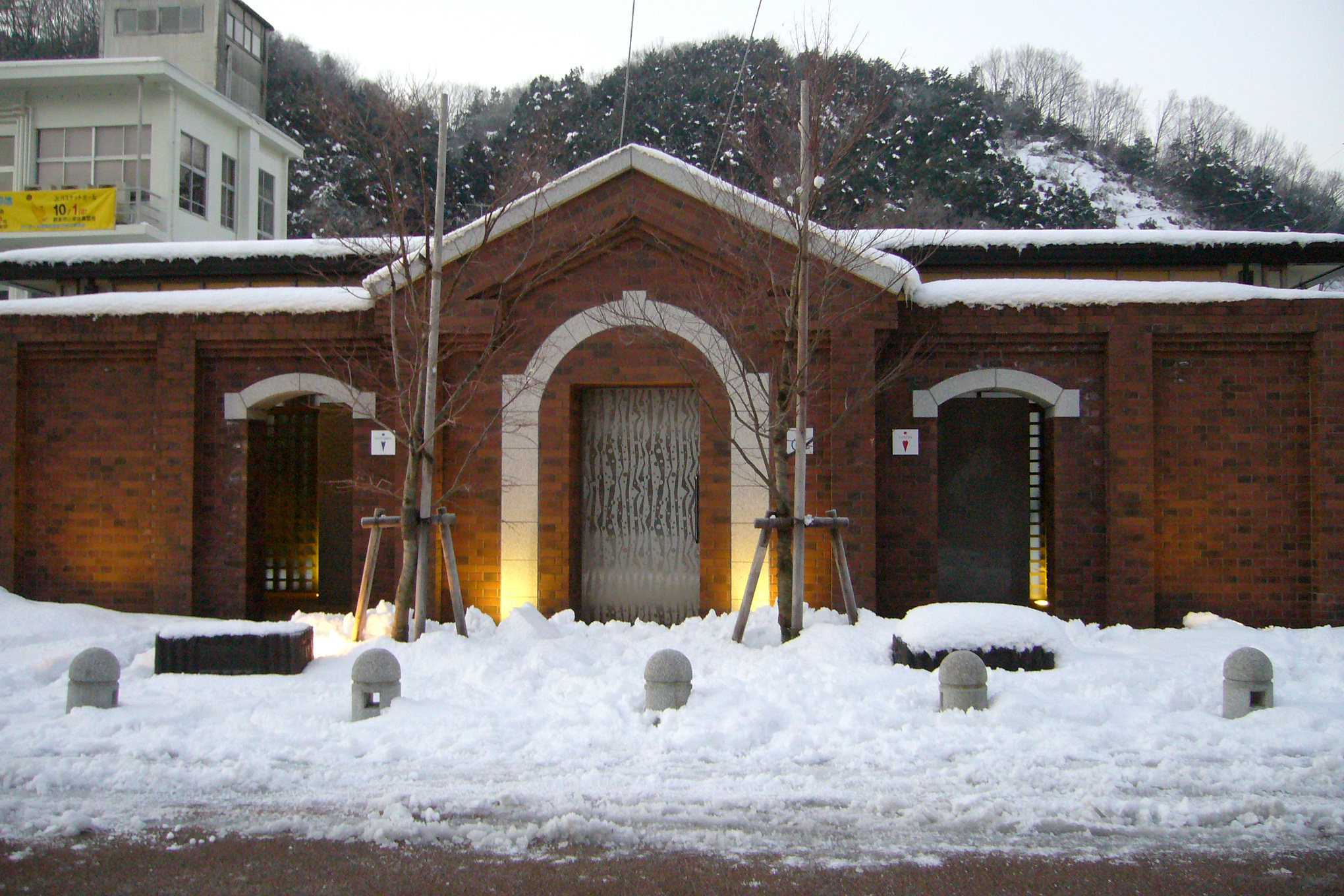
朝来市役所前のレンガ造風の公衆トイレ

### 設備
多くの公衆便所に備わっているのは便器を備えた個室、手洗い・化粧直しのための洗面台で、男子トイレの場合は、これに加え、利用効率向上のために並列された小便器が設置してあることが多い。
個室に備えられた便器は、洋式・和式の両方があり得る。かつては和式のみを備えた便所が一般的であったものの、一般家庭での洋式の普及により、近年では洋式便所が増えているが、和式が残っていたり、中心となっている所もある。（ただし、身体障害者や高齢者の来訪が想定される病院、役所などの公共施設では洋式のみか洋式中心となっている所が多い）。
かつては非水洗が主流であったものの、現在は多くが水洗式である。しかし、山地・海岸などでは、今でも汲み取り式便所が用いられている。水洗においても簡易水洗などがあり、山や観光地などにおいて排水を直接処理することが困難な地域でよく用いられている。
また、駅や観光地では、個室内に幼児を座らせておく椅子や、ベッドを備え付けたりおむつを替えるためのベビースペースを設けている所も多い。
手洗いの水の出しっぱなしを防ぐため、自動水栓を備えることも増えてきている。
一部施設では、公衆便所の利用は無料なものの、個室トイレにトイレットペーパーが設置されておらず、入口で有料販売を行っているケースもある。また、地域によっては利用率の低い児童公園や無人駅などを中心に、個室にトイレットペーパーがない上に入り口での有料販売もないというケースも見られる。この場合、利用者が各自ポケットティッシュ等を持参する必要があるほか、女子の排尿の場合には男子同様に残尿の後始末を省略するケースもある。とりわけ女児の尿意は切迫しやすく、ティッシュペーパーを持参していなくとも緊急避難的に排尿せざるを得ない場合が多々あり、成人女性以上に拭かずに済ませることが多い。大便は小便以上に不潔であり、後始末を怠った場合の悪臭や不快感が(女子の)小便時を凌駕するため、一般に後始末を省略することはないが、ティッシュペーパーを持たない状態で急な下痢に見舞われた場合など、やむを得ないケースは稀にある。

### 構造
公衆便所は、多くの場合、男女の別のために二つで区切られているか、車椅子での利用を含めて三つに区切られている。それぞれの区画は、個室や、男子用小便器が備えられている。流しについては、それぞれの区画にある場合と、共用スペースにある場合とがある。また、清掃を迅速に行うため、特定の時間になると床一面に自動的に水が流れる仕組みのものも登場している。

### 安全
現代では公衆トイレが整備され商業施設、駅、サービスエリアなど、町中の様々なところにあり誰でも使える。しかし依然として、公衆トイレは犯罪リスクの高い場所であり、防犯の観点からも注意が必要である。

### 外観
観光地では、観光物にちなんだトイレが設置されていることがある。

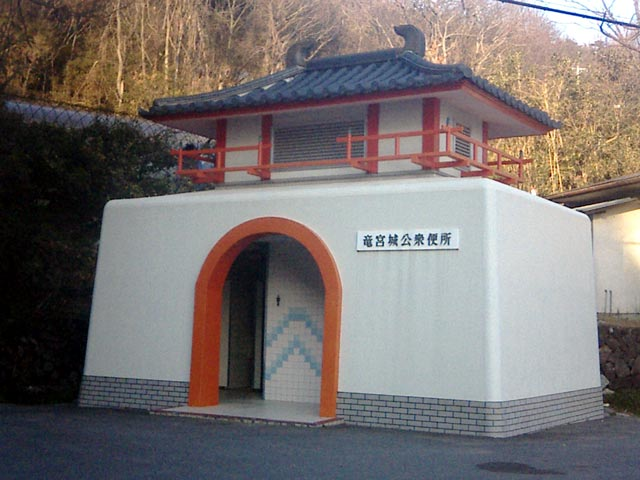
紫雲出山スカイライン麓に設置された公衆トイレ
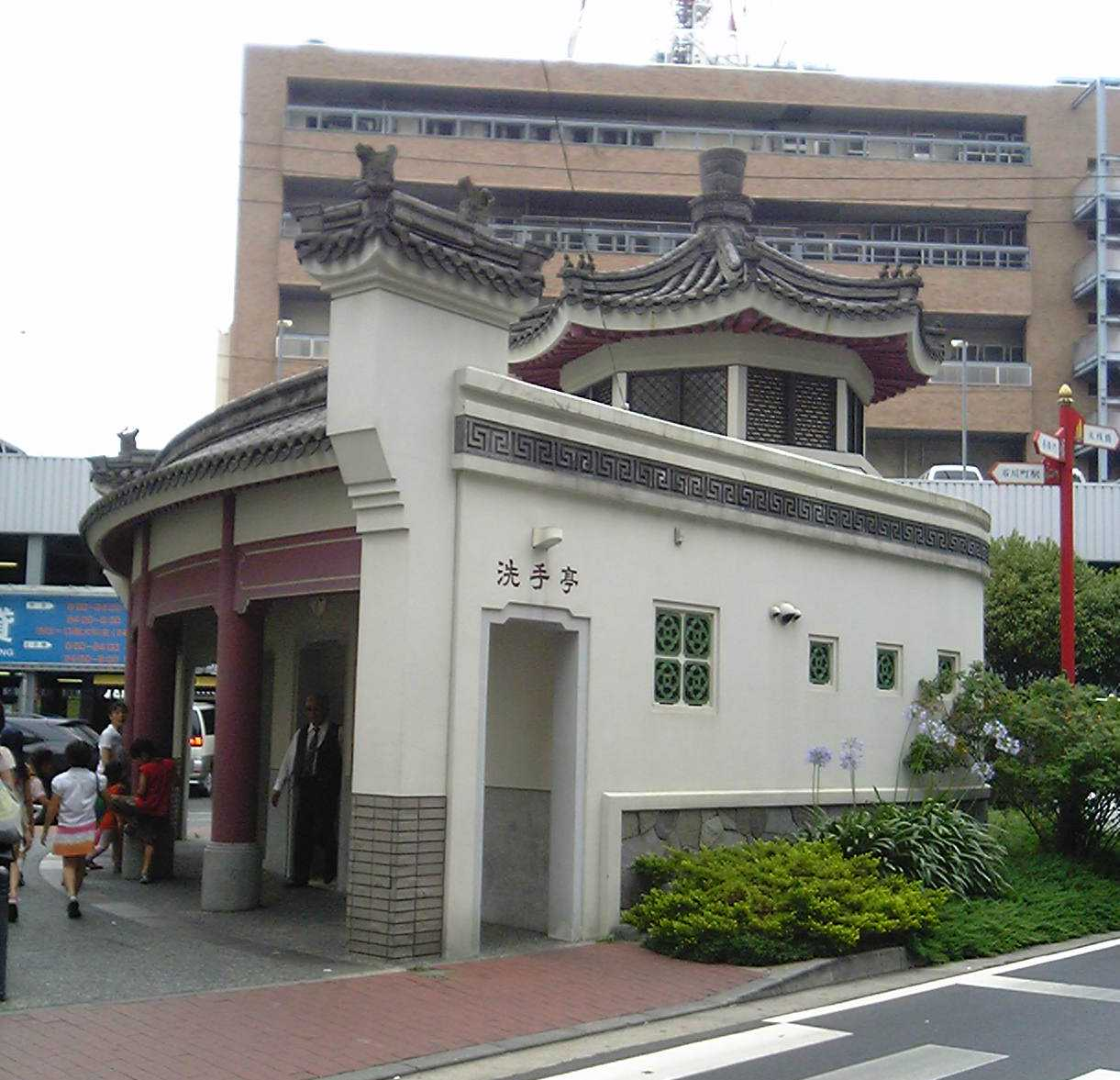
横浜中華街に設置された公衆トイレ

### 有料公衆便所

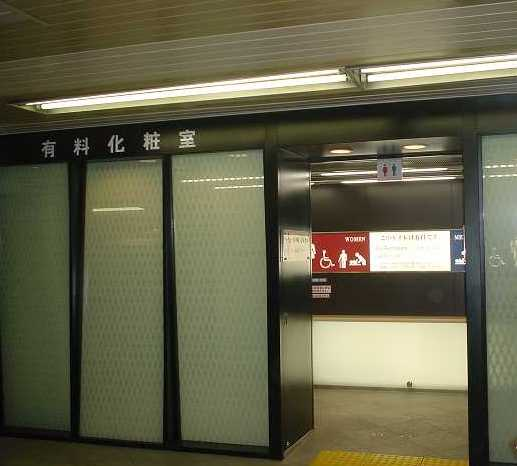
有料トイレ（JR新宿駅東口）

基本的に公衆の利益のために無料で開放されているのが公衆便所ではあるが、衛生面を考えると十全な管理が必要であり、そのためには経費がかかる。税金だけで管理することが困難であるため、有料化が試行されるようになった。主にチップトイレと言われるもので、使用者が一定額の料金を支払う（またはトイレットペーパーが別売）というシステムになっている。
採算が合うためには、多くの使用者が見込まれる場所であることが望ましく、従って、JR新橋駅や秋葉原駅前など、比較的大型の駅に設置されていることが多い。

### 日本における歴史

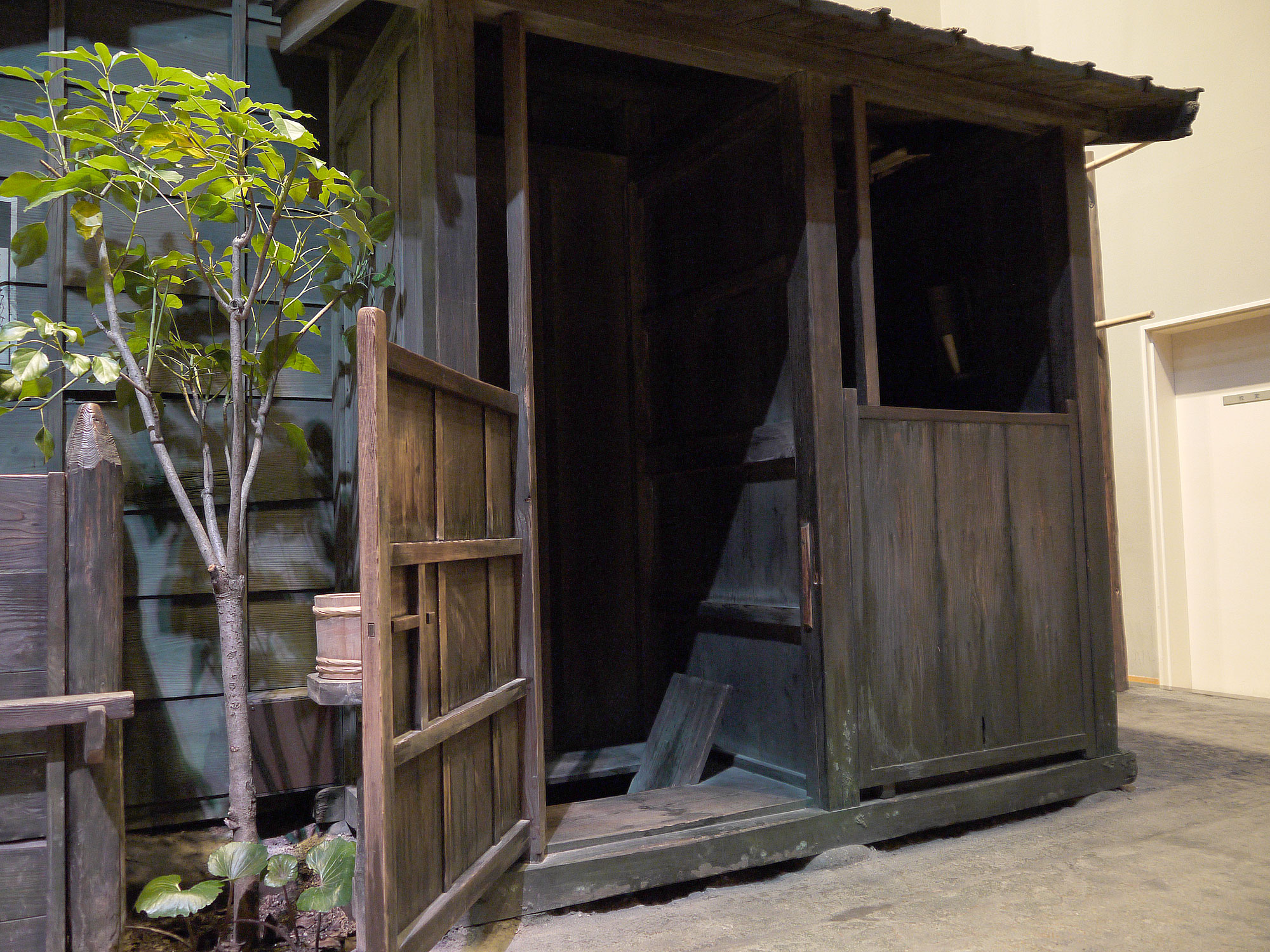
江戸後期の長家の共同便所（深川江戸資料館）

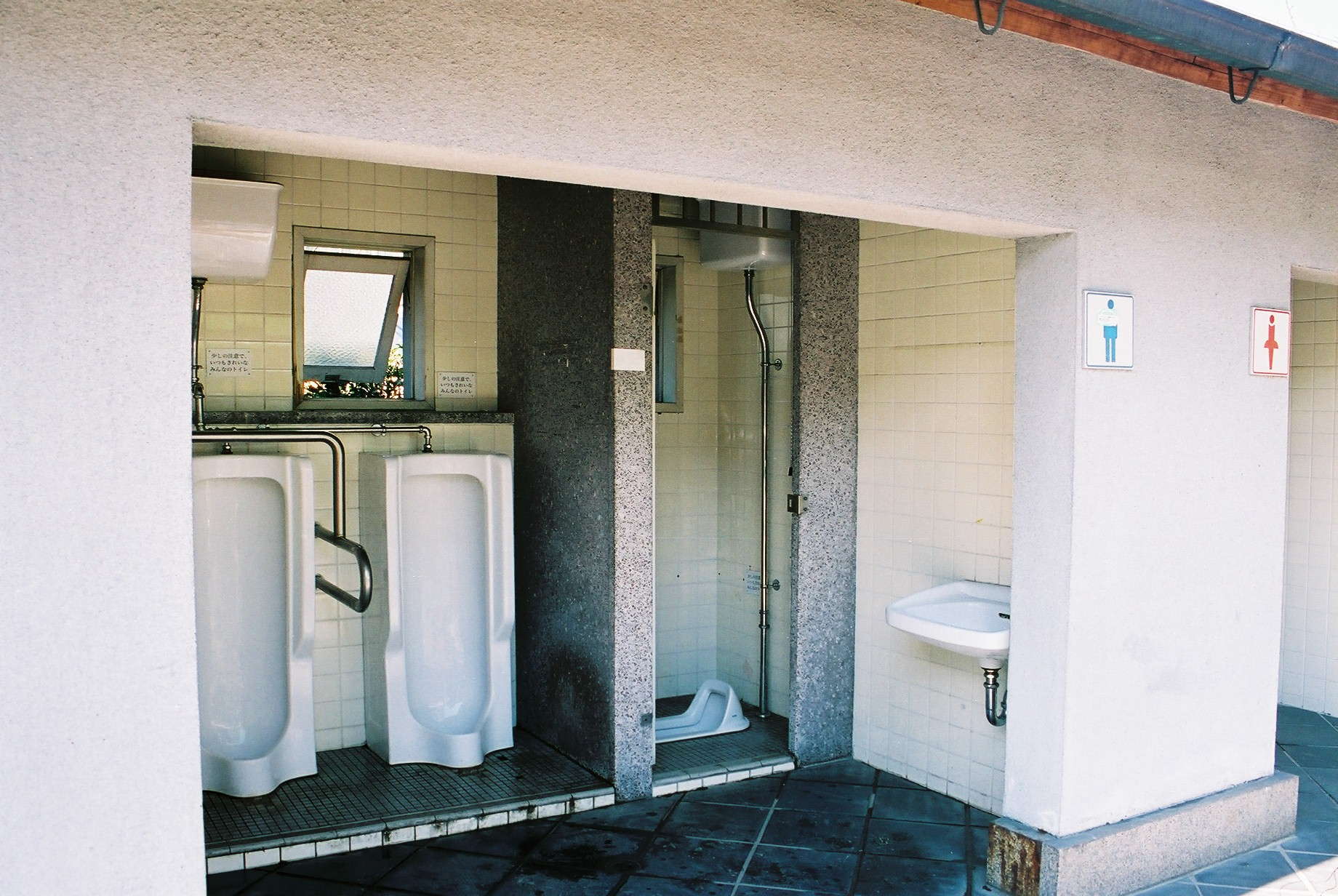
オープンスタイル（岡山）

#### 江戸時代
江戸時代においては、農村部で大小便（し尿）を農作物を栽培する際の肥料としても使うようになり、高価で取引されるようになった。そこで江戸、京都、大阪など人口集積地の共同住宅である長屋などでは、共同便所が作られ収集し商売するものがあらわれた。実質的に現在の公営公衆便所のような役割を果たしていた。

#### 明治時代
- 安政6年6月2日（1859年7月1日）の横浜港開港後より外国人から立ち小便についての苦情があり、取締りや市街への便所の設置を行政府へ強く要望したという。明治4年11月[注 1]、これに応えた県から「放尿取締の布告」が出され、違反者には「即決科料銭100文」という罰金が課されることになった。同時に横浜町会所が町会所の費用で町内83か所に路傍便所を設置した。仕組みとしては四斗樽大の桶を僅かに地面を掘って埋め込み、板で囲っただけの簡単なものであった。その後、主要地区には瓶を埋め込んで男女両用とし、屋形式のものに改造、統廃合された。その結果、橋詰付近に多くが設置され、四十数カ所となった[18][19]。ただ、年々増大する人々にこの施設では耐えきれず、さらに改善する必要があった。この現状を憂い、また方法によっては利益を生み出すだろうことを考えた浅野総一郎は、県の衛生局に10年間の汲取請負を出願し、県令であった野村靖の許可を得て金銭の貸付を受け、路傍便所の改造に取り組んだ。1879年（明治12年）の初夏に63箇所が完成し、名称を公同便所に改める。糞尿は毎朝4時に起きて巡視し、溜まった箇所へ人夫を差し向けて回収。船に積み込んで横浜近郊や千葉県の農家に輸送したという[19][20][18][21][22]。
- 明治5年2月17日（1872年3月25日）の横浜毎日新聞は次の記事を報道している。

- 明治5年11月（1872年12月）、8日に東京府達をもって、13日に違式詿違条例が施行された。その中には『第49条 市中往来筋において便所にあらざる場所へ小便する者』という条例があり、これに違反した場合は鞭罪や拘留が規定されていた[23][24]。1873年（明治6年）7月19日、太政官布告により各地方にも違式詿違条例が制定され、東京府以外にも公布･施行されることになった[25]。

##### 辻便所と肥後の医育
- 白川県（現在の熊本県）には参事山田武甫、権参事に嘉悦氏房、水島貫之あり。共に横井小楠門下の俊秀で大いに進取的文化施設をなしつつあった。熊本においては古城（ふるしろ）医学校兼病院に命じて対策をとらせた。そこにはマンスフェルトがおり、欧州先進国の例を汲みて、辻便所を設けるべく提案された。古城病院では無理であったので、水島貫之は農家に命じてくみ取り料を徴収させることを考えた。すなわち熊本市を4区にわけて監督させる。大きい所は大小用、小さい所は小専用としその数50か所。一荷を7銭ないし8銭とした。（1年1か所を3円ないし3円50銭）当時北岡病院（通町病院の後身で、医学生の教育をしていた）が作り公衆便所とした。これは相当、病院を経済的に潤したようで、北岡病院の事務員古賀信一郎は小便古賀とあだ名された。しかし、辻便所は1896年（明治29年）に127か所を725円で熊本区（現在の熊本市）に売り渡され、収入が減ったため医学教育を辞めざるを得なかった。熊本県庁文書、熊本市役所文書、田代家文書などにも残っている[26][27]。

#### 現代
交通機関の進歩にともない、公共の便所は鉄道駅などにも設置されるようになった。公共トイレの快適化のため、1985年に日本トイレ協会が設立され、日本国内の地方自治体を対象に、最も優れた公衆トイレを選ぶ年一回のコンテストを実施。上位10か所のトイレを表彰し、広報することで管理者の意識を高め公衆トイレの向上を図った。
日本でもマナー違反利用問題・無料化継続の是非が議論され出している。更には、商品・サービス未購入時でのコンビニトイレ等の店舗や施設付属のトイレも公衆トイレのように利用されてきたが、掃除する店員の負担や水道光熱費軽減のために閉鎖するところも出ている。欧州のような公衆トイレ有料化案、韓国のように施錠管理やコンビニ内にトイレは設置しない案が出ている。

#### THE TOKYO TOILET
東京オリンピックに合わせ、暗くて汚いイメージが強い公共トイレのイメージを刷新すべく、日本財団が著名な建築家やデザイナーを起用して新設するプロジェクトが進行中である。

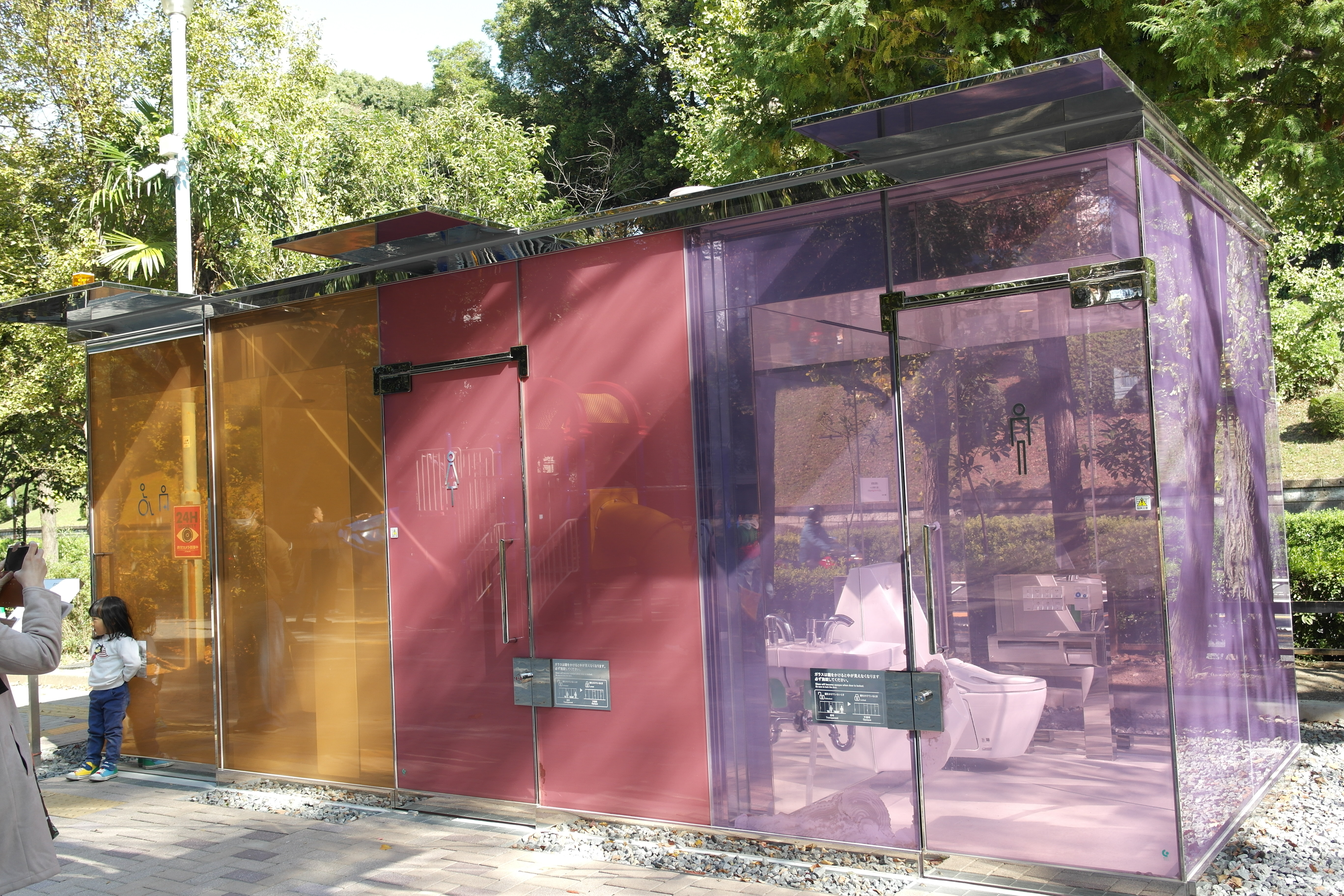
代々木深町小公園（坂茂）
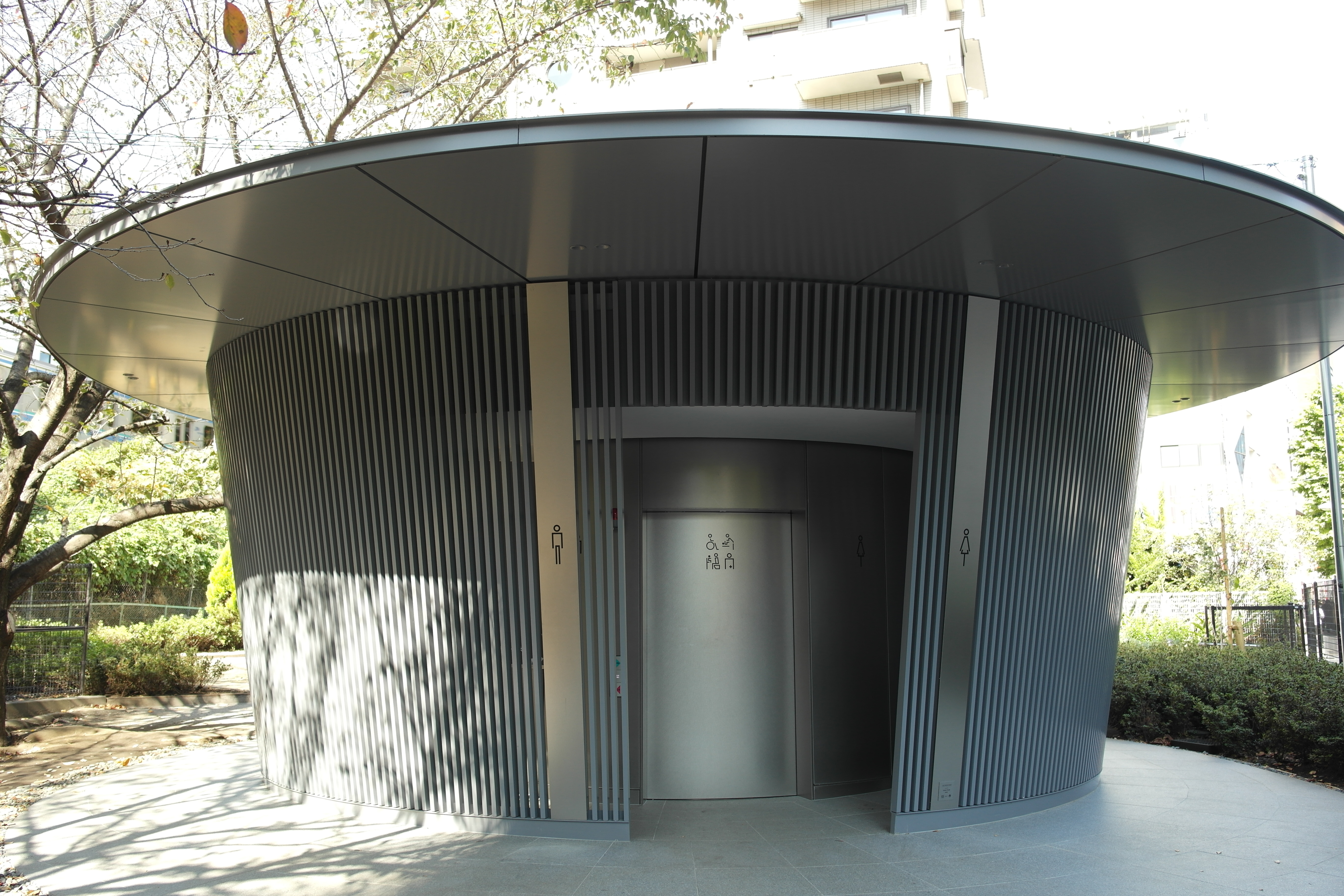
神宮通公園（安藤忠雄）
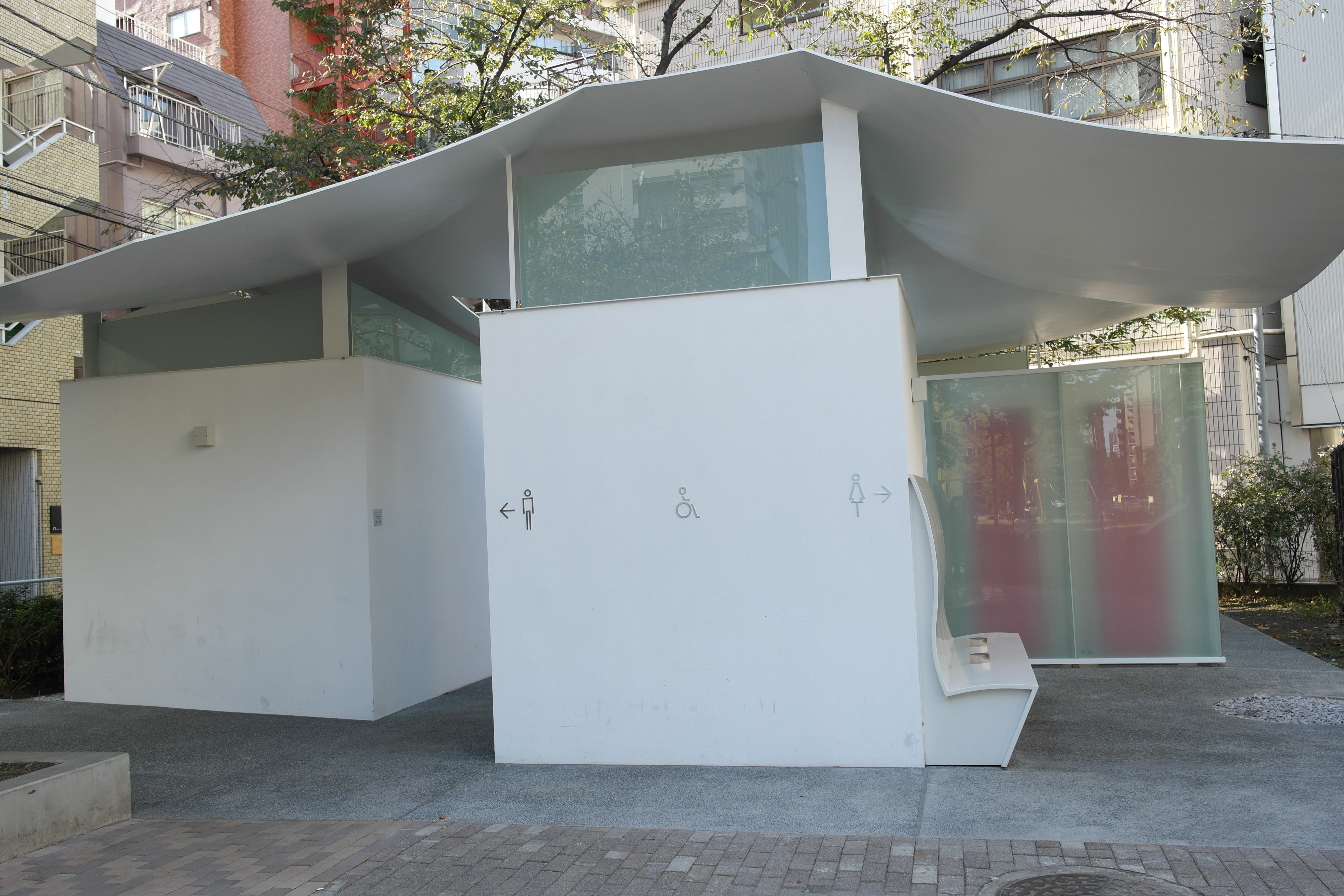
恵比寿東公園（槙文彦）
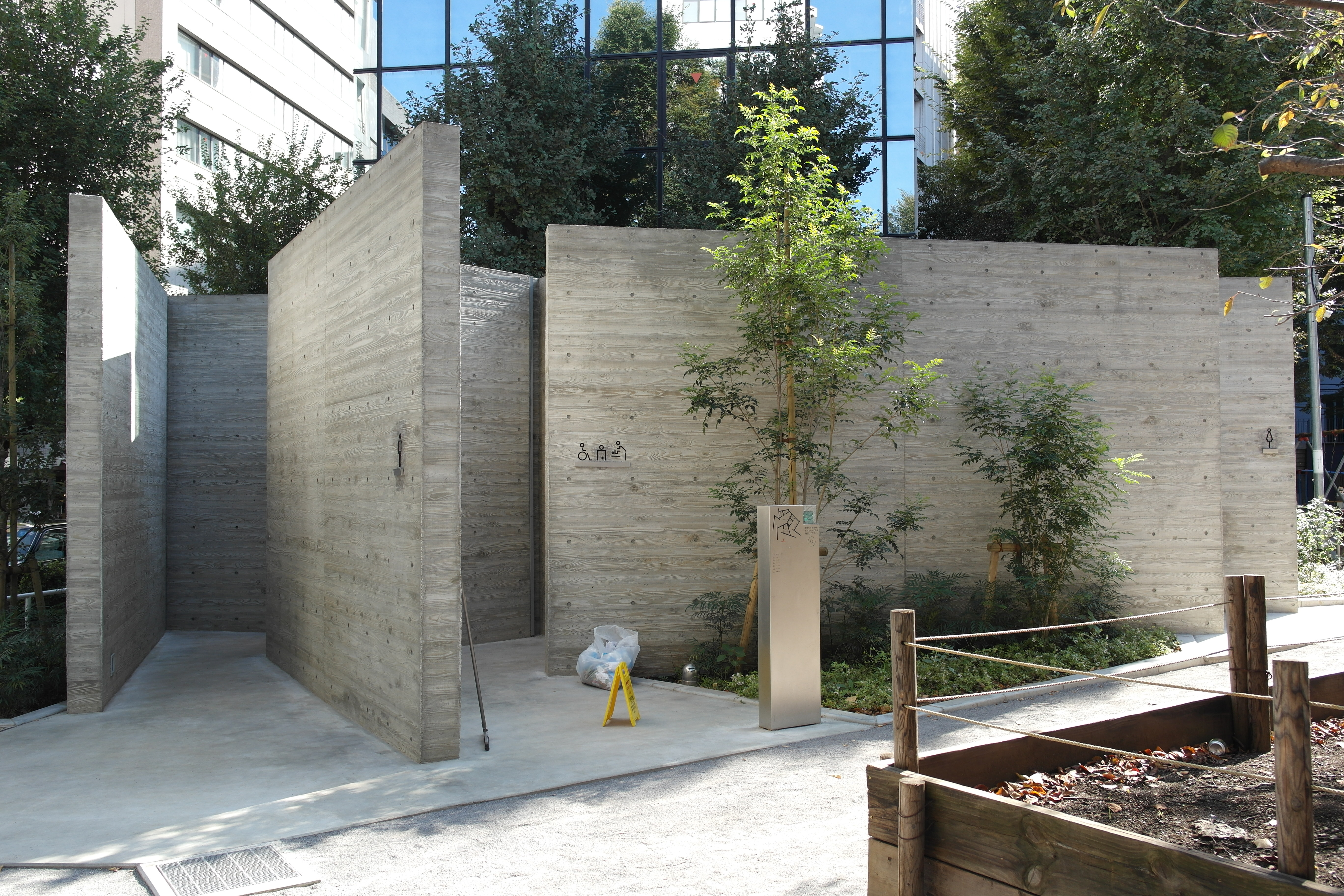
恵比寿公園（片山正通）

### 一部地域におけるオールジェンダートイレの推進
海外では、子ども連れ・被介護者と介護者の性別が異なっている・トランスジェンダーやクィアといった事情を持つ者が円滑にトイレが利用できることを目的とし「オールジェンダートイレ」の設置や転換を進めている所もある。しかし、日本ではオールジェンダートイレへの関心が低く、世論の理解が進んでいないため海外に比べ推進されていない。

#### 渋谷区
渋谷区は2018年11月から今後公衆トイレを新築・改修する際、トランスジェンダーやクィアが利用しやすいオールジェンダートイレを多く設置する等を中心に「誰もが使いやすい新しいタイプのトイレ」の整備を進めるとの基本方針を発表した。長谷部健渋谷区長は「『渋谷スタンダード』のトイレができれば、日本中に広がる可能性がある」と期待的な展望を明かした。そして、令和4年(2022年)4月1日時点で渋谷区は、ダイバーシティ＆インクルージョン社会を目指すとして、「渋谷区トイレ環境整備基本方針」を掲げている。渋谷区は公益財団法人日本財団が進めているプロジェクト「THE TOKYO TOILET」へ渋谷区長の長谷部健は賛同し、性別、年齢、障害を問わずに誰もが使用できるオールジェンダートイレ設置を推進している。2023年3月に渋谷区議会議員の須田賢によると自身は反対しているものの、渋谷区としては区立幡ヶ谷公衆便所においてはオールジェンダートイレを設置する方向性であるため、「皆さんはどうお考えでしょうか」と世論の賛否に関する意見を求めた。熊本3歳女児殺害事件などに触れた反対論もあり、オールジェンダートイレを増やしていき女性トイレが減少する方針に対しては「女性差別」だとの反対意見も出た。なお、渋谷区は「渋谷区立幡ヶ谷公衆便所について」で、今後のトイレ整備方針において女性トイレを廃止する方向性は全くないとしたコメントを出している。

## タイの公衆トイレ
バンコク市街地でも市場・公園・鉄道駅・バスターミナルなどではタイ式と呼ばれる様式のトイレになっており基本的に有料である。タイでは下水処理設備が未発達であるため、設置されている水桶や手桶で流し、紙は便器内へは捨てずごみ箱に捨てるよう英語等で注意書きがされている公衆トイレが多い。

## ギャラリー

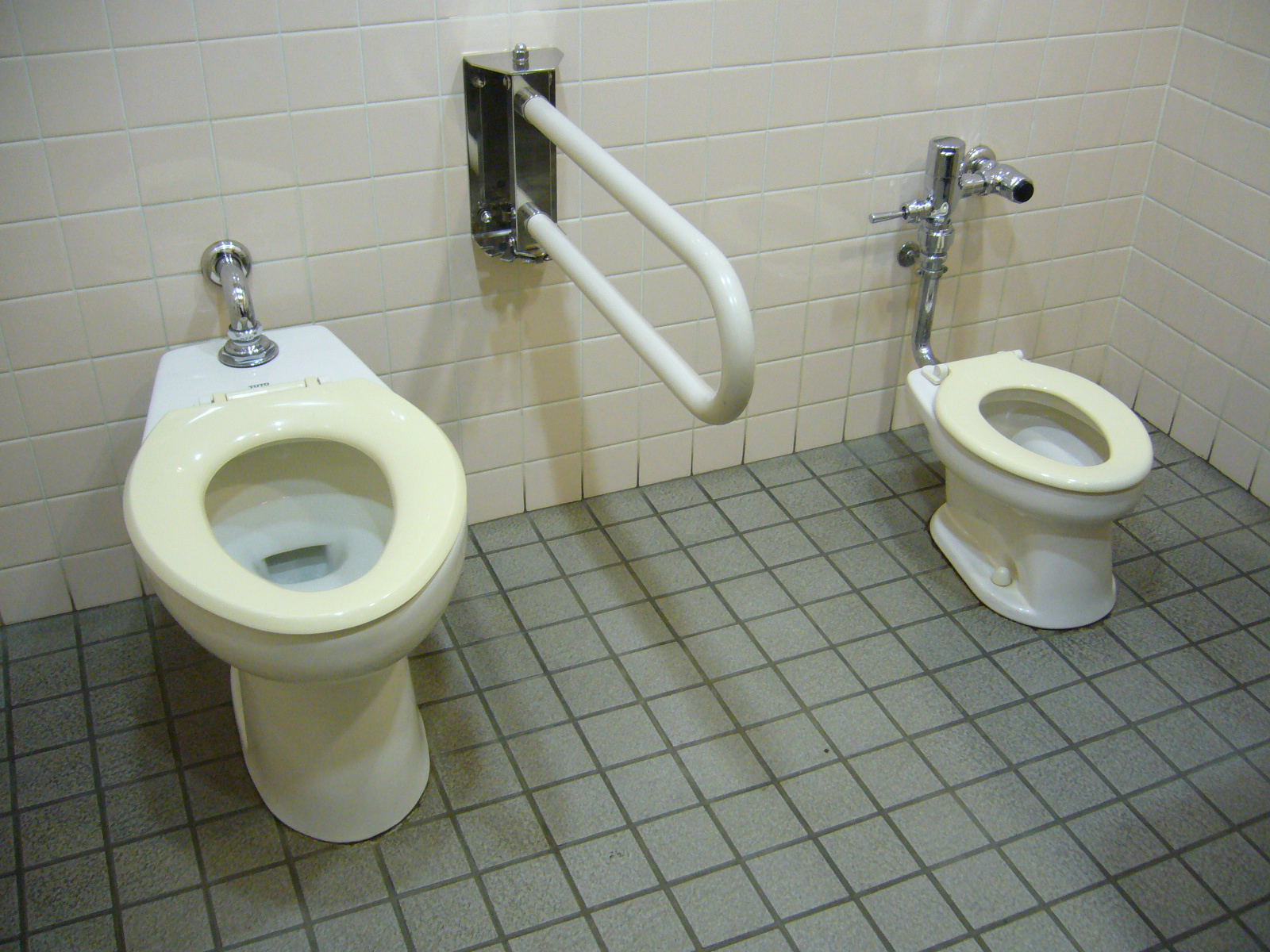
幼児用便器併設（親子トイレ）
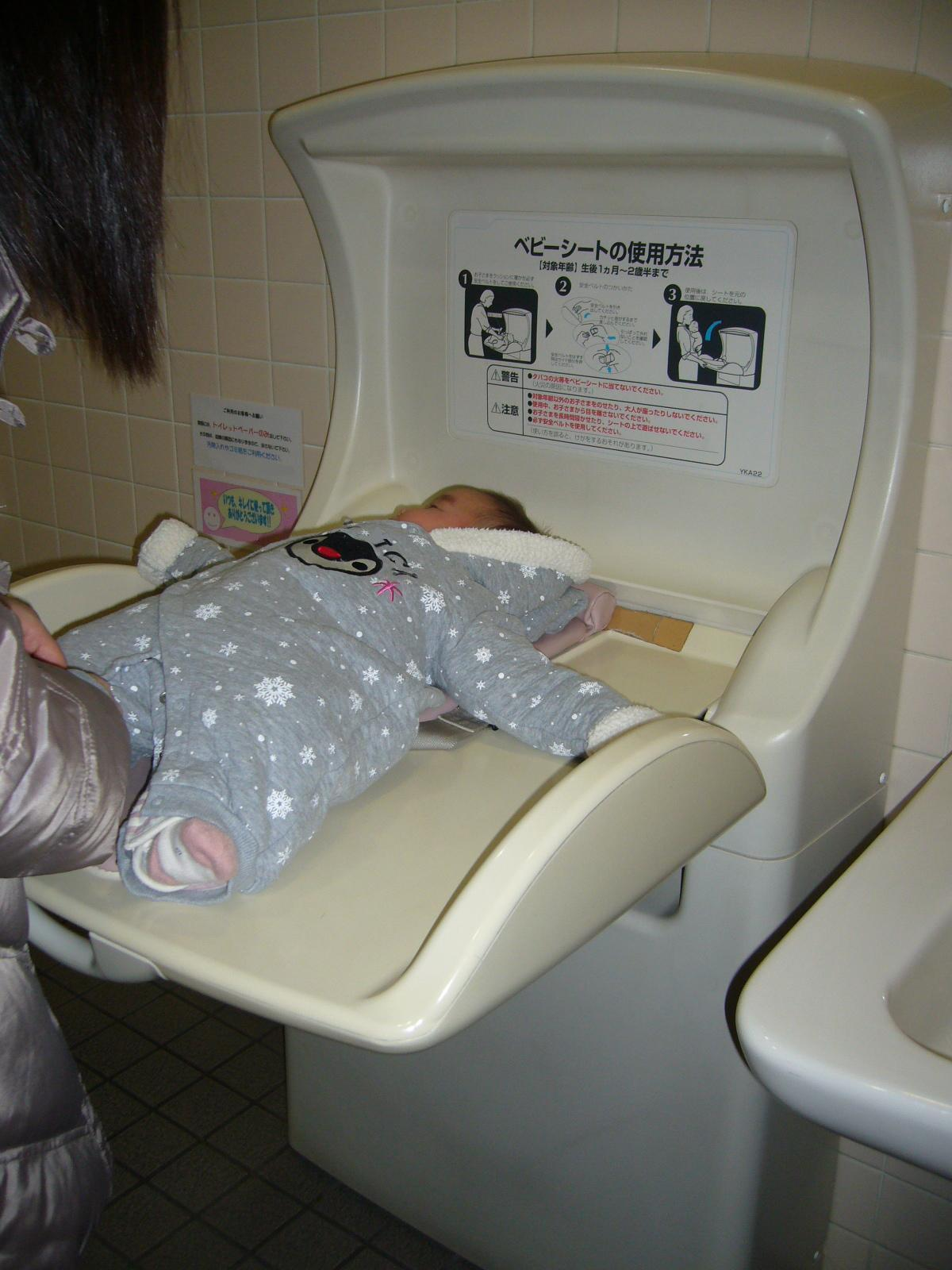
小さい子どもがいる利用者のためのベビーシート
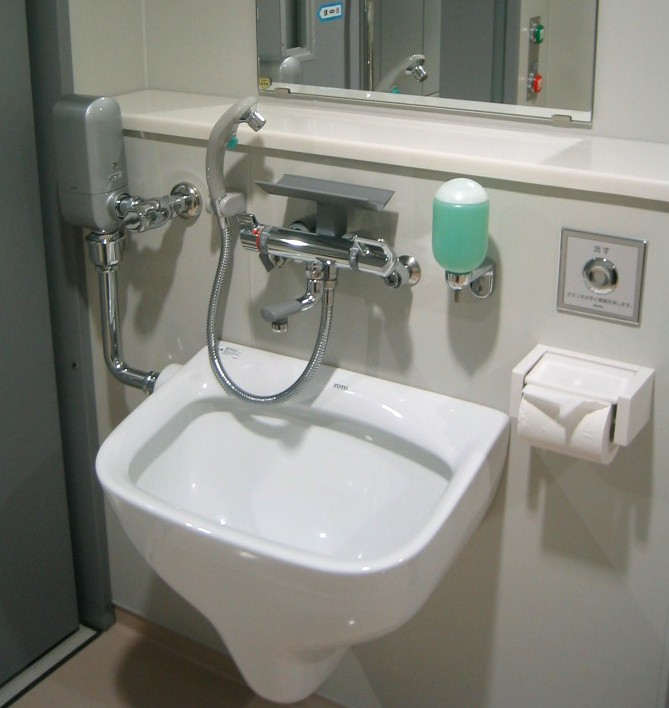
オストメイト対応トイレ
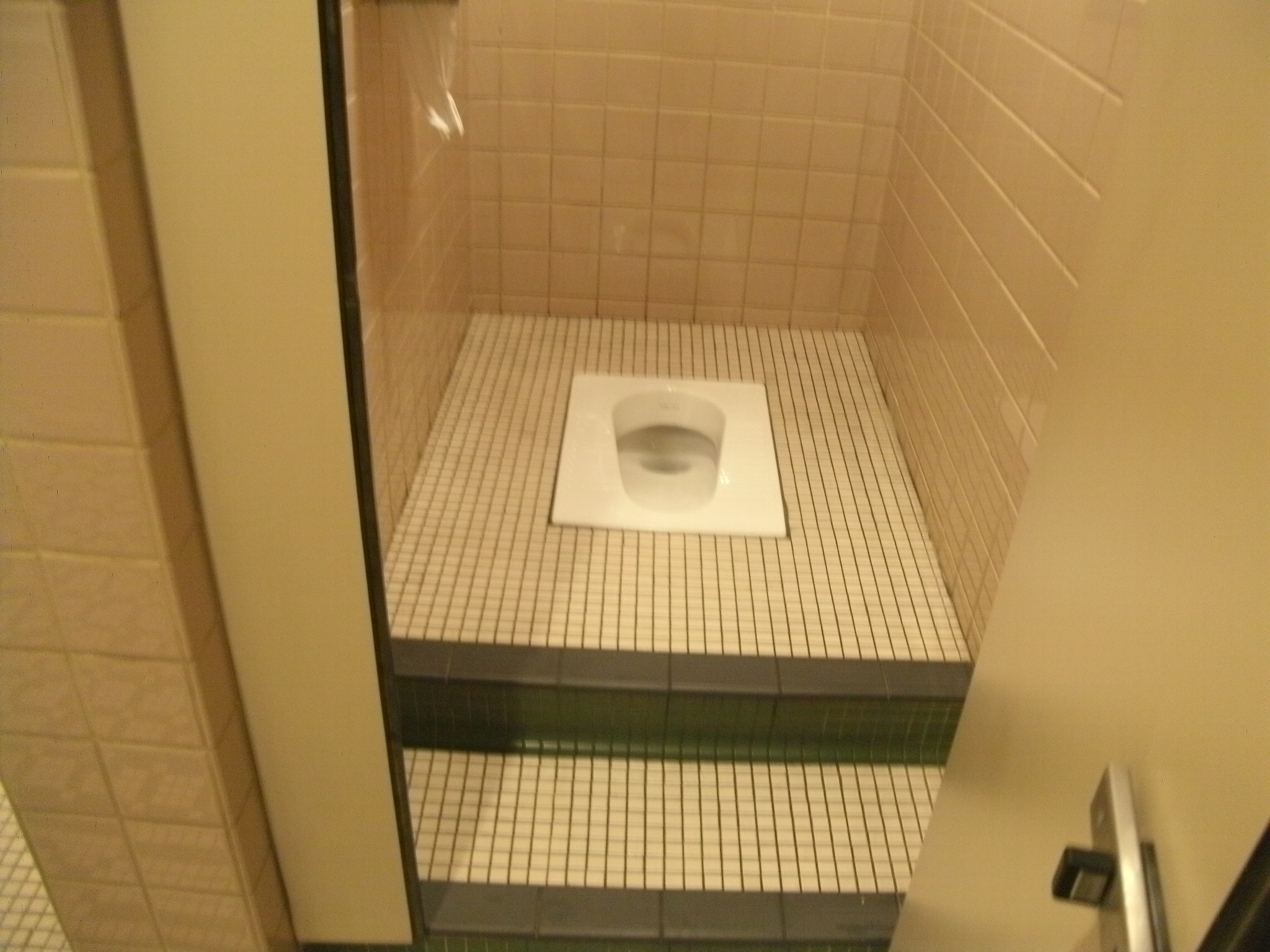
香港ディズニーランドの正門付近のトイレの個室。金隠しのないしゃがみこみ式である。また、日本とは違い、ドアを向いてしゃがむ。
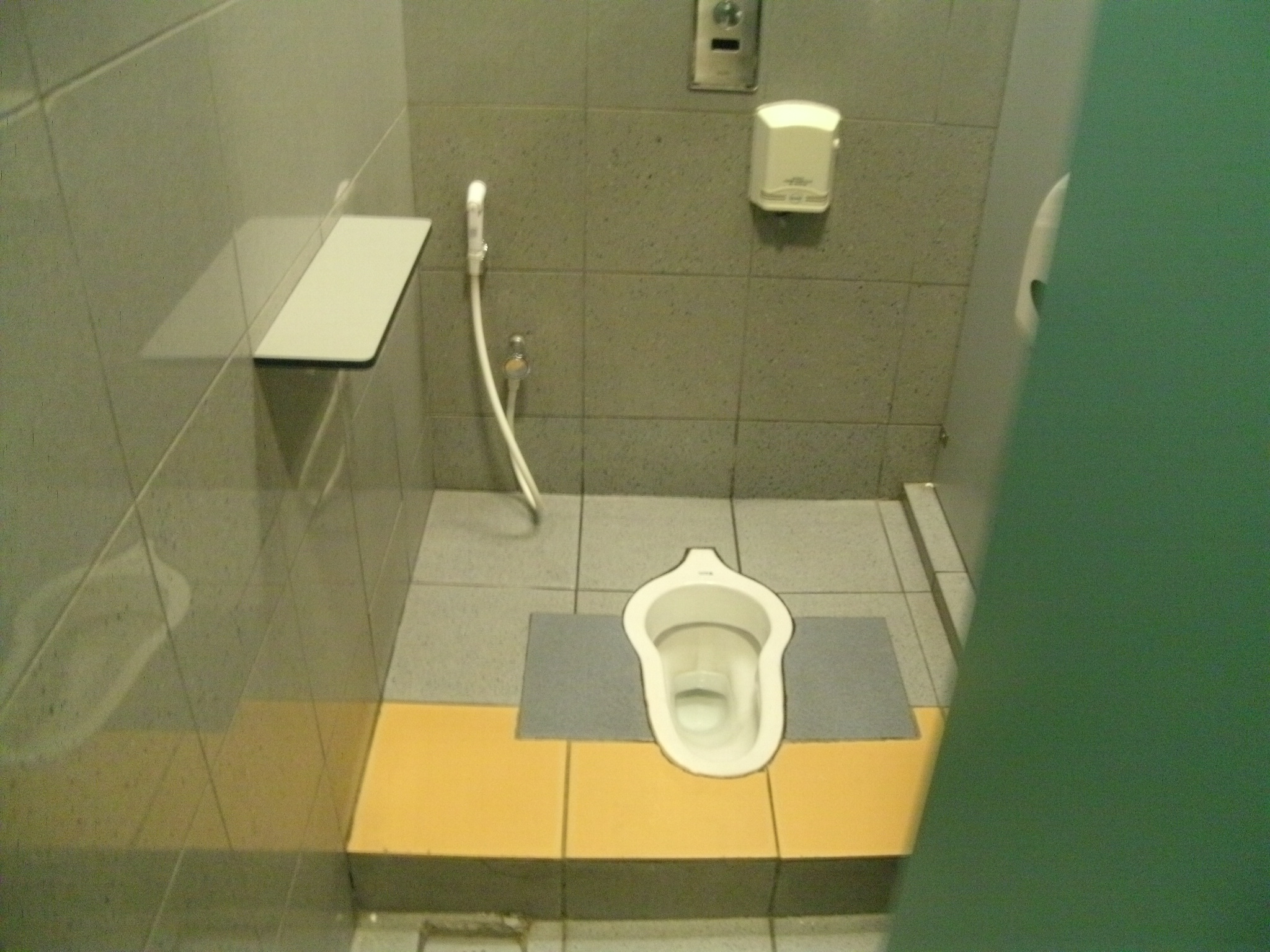
シンガポールチャンギ国際空港のしゃがみこみ式トイレの個室。東南アジアやイスラーム文化圏では、紙を使わず水で洗う後処理の方法が用いられるため、シャワーが備え付けられている。
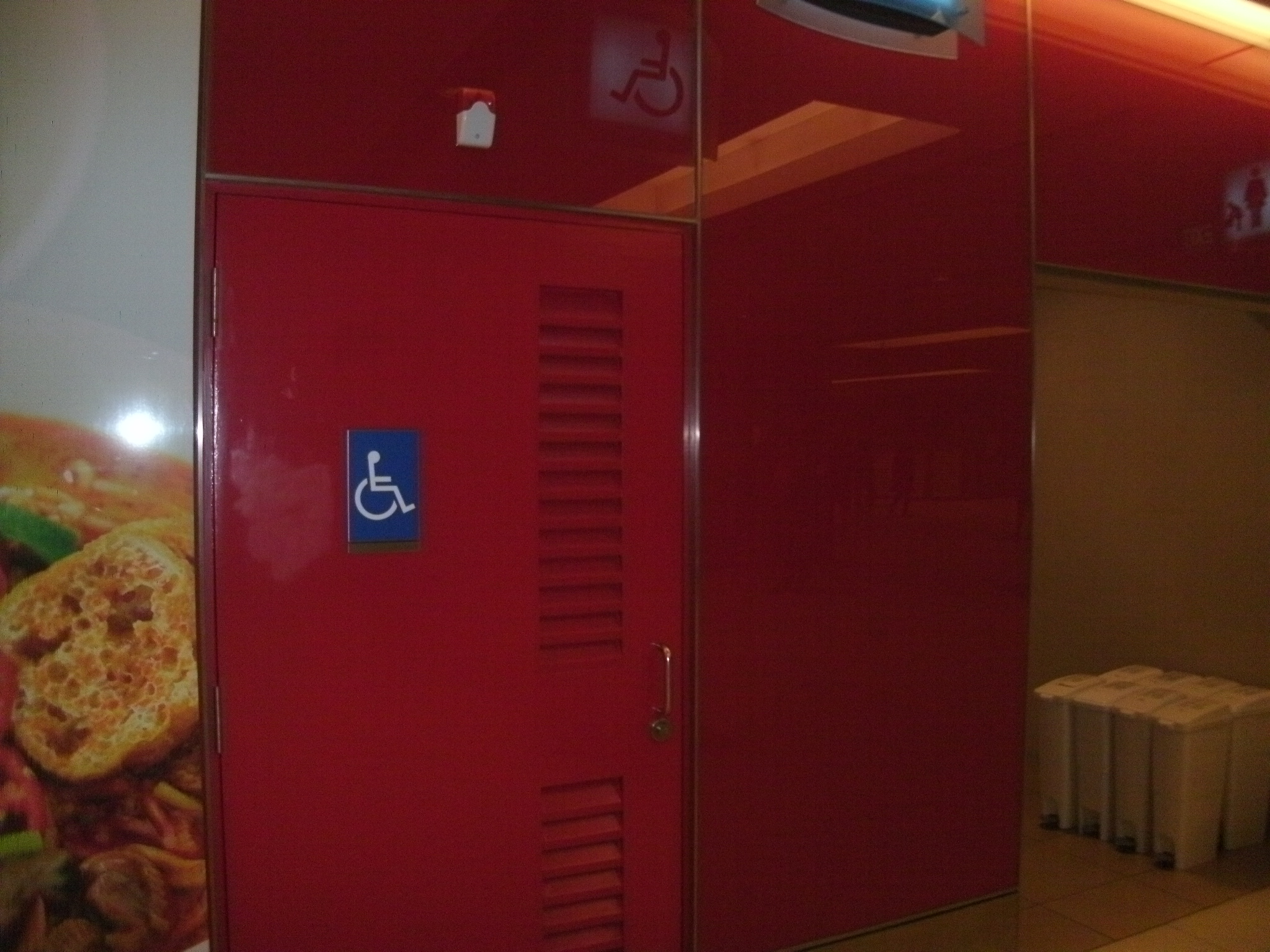
シンガポールチャンギ国際空港の車いす対応トイレ。ドアが日本、韓国、台湾で主流のスライド式ではなく、開き戸である。
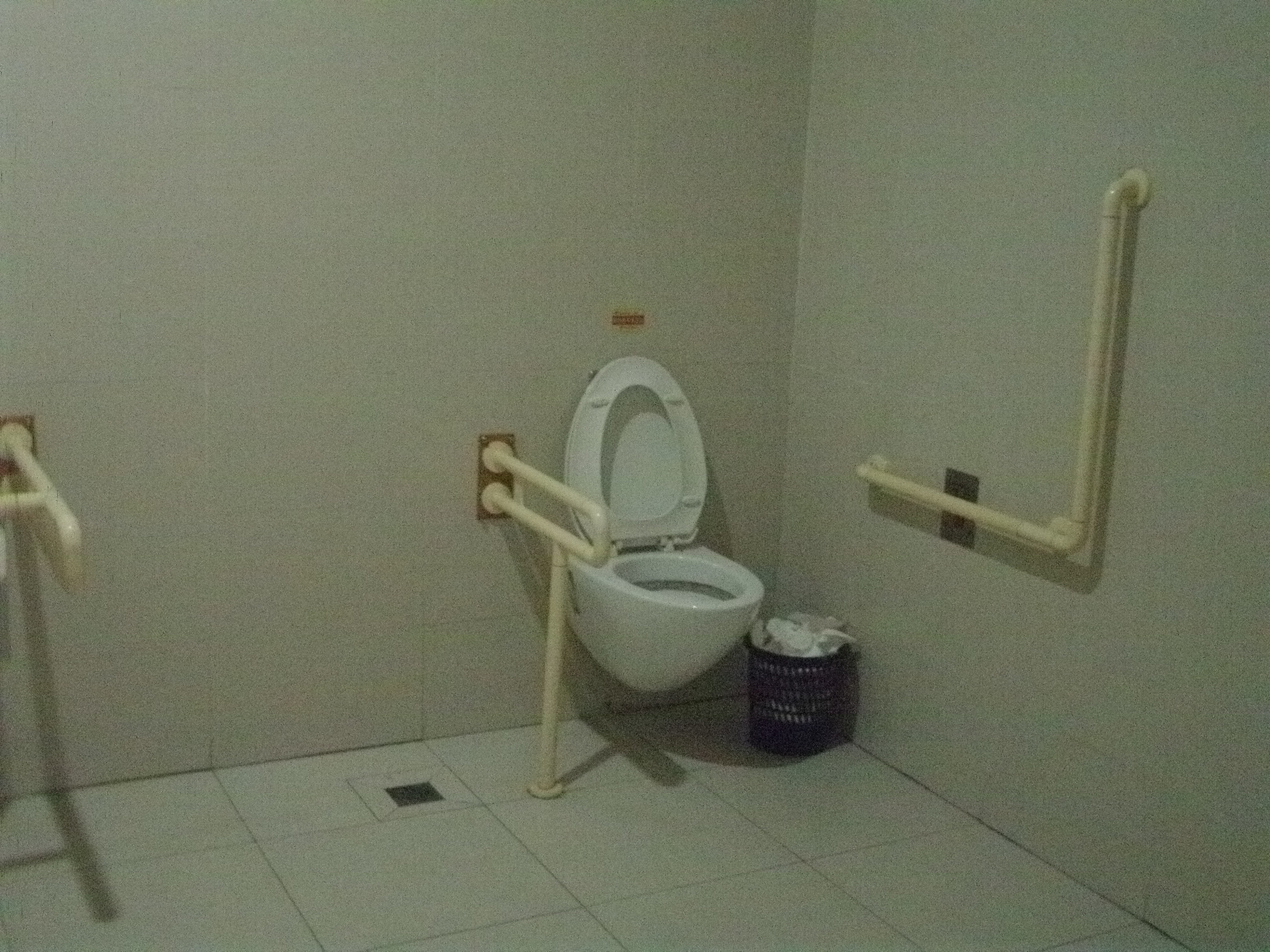
中国・深圳北駅の車いす対応トイレの内部。床の掃除がしやすいように、壁に固定された便器が採用されている。トイレットペーパーは便器に流さず、備え付けのゴミ箱に捨てる。
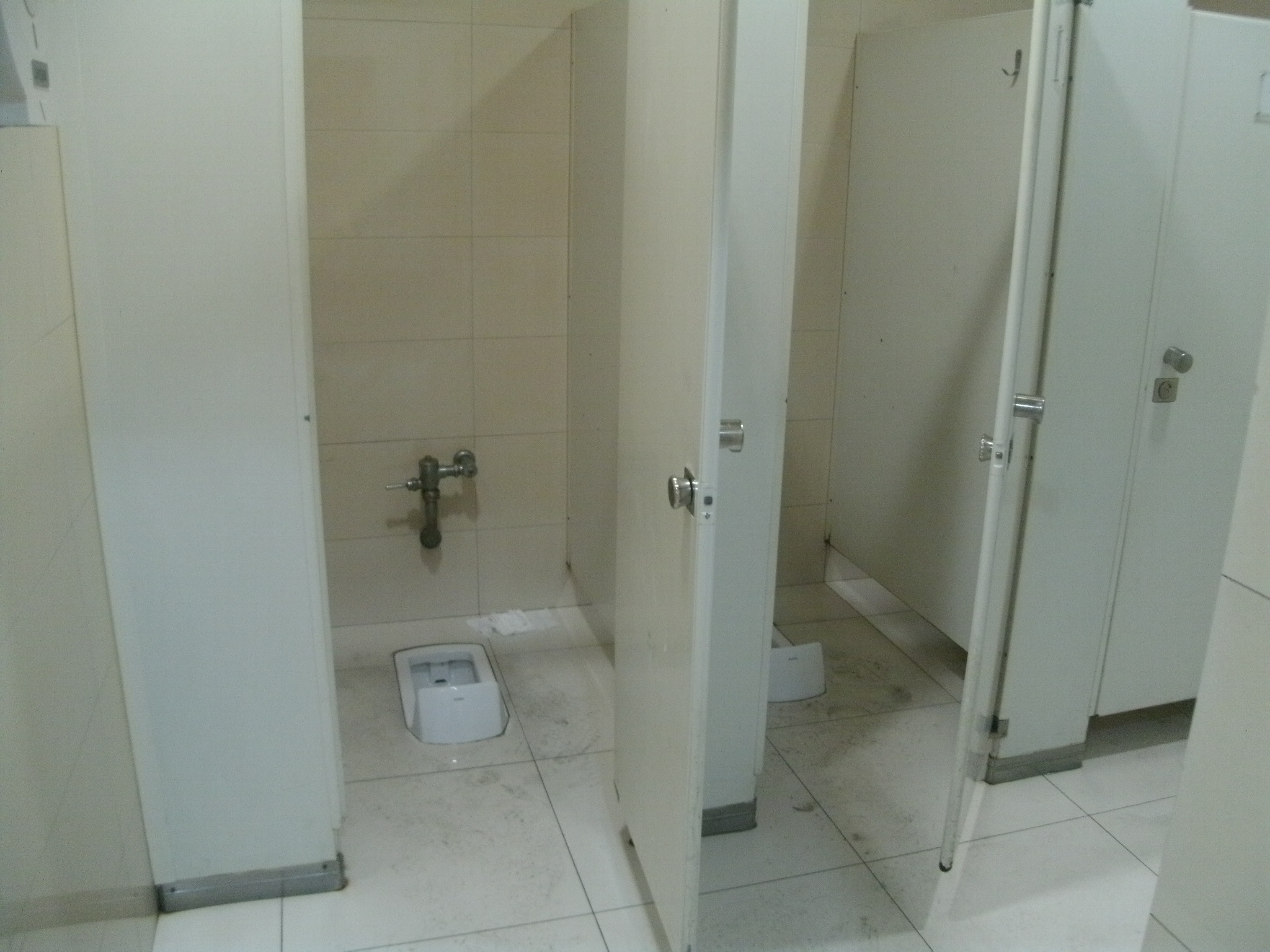
中国・上海虹橋駅の金隠し付きしゃがみこみ式トイレ。日本とは向きが逆である。
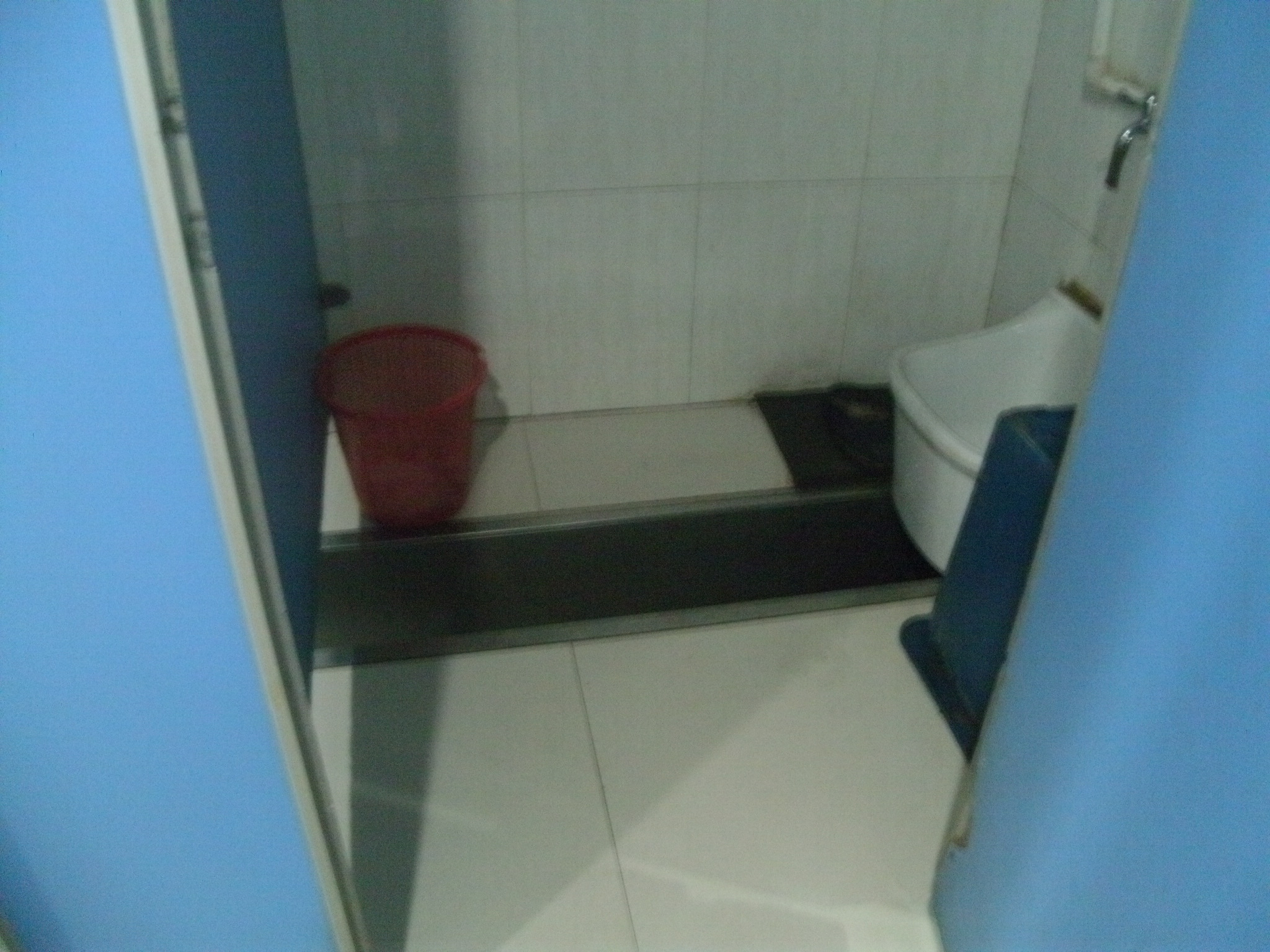
上海の七浦の市場のトイレ。便器ではなく溝である。水は一定時間毎に自動で流れる。
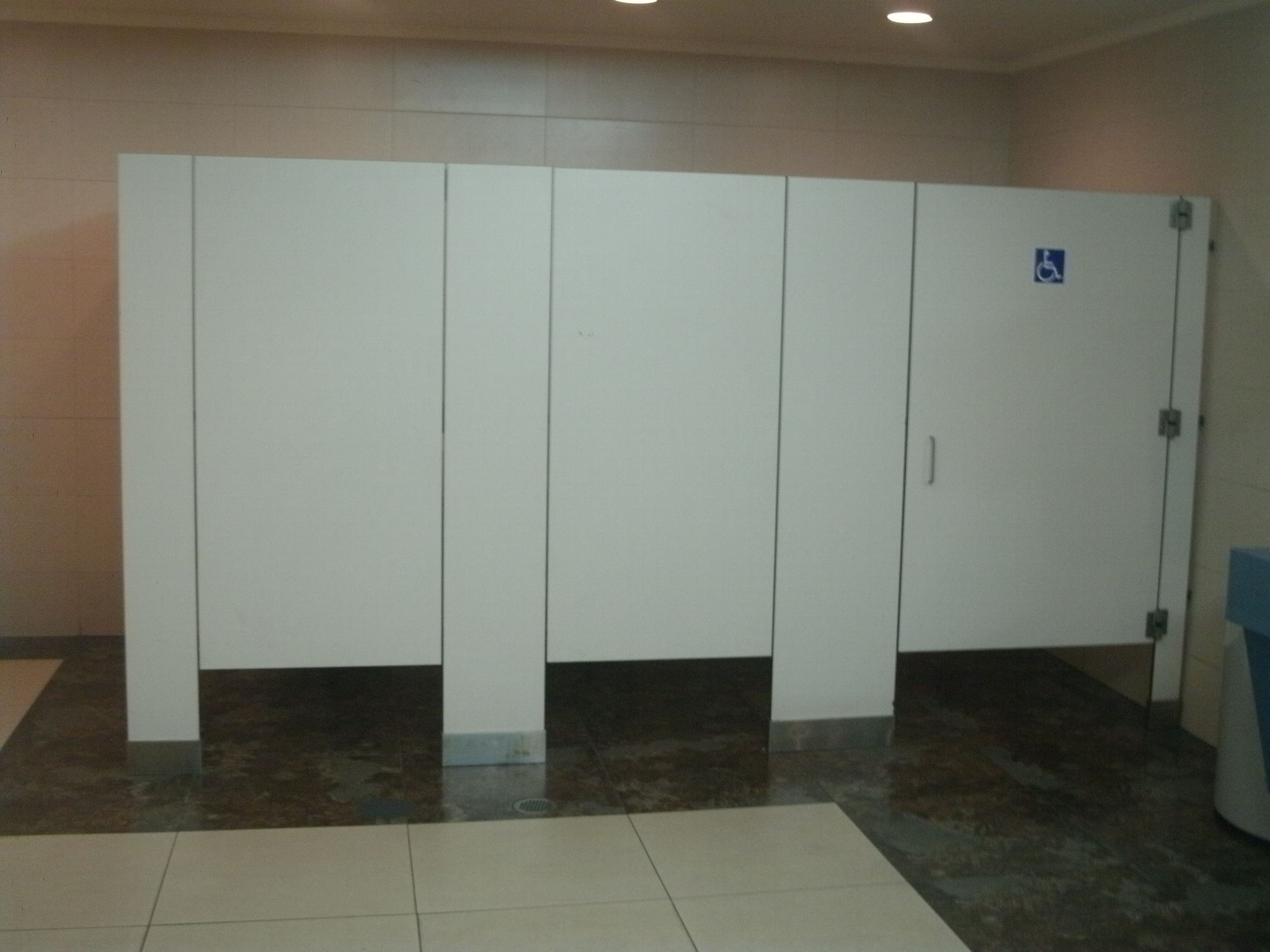
アメリカ・グアム国際空港のトイレ。防犯や安全の目的で、個室の下が空いており、中の人の足が見えるようになっている。また、たいていの公衆トイレは、最低ひとつ、車椅子のまま入れる広い個室が設置されている。